# Ursmar Engelmann

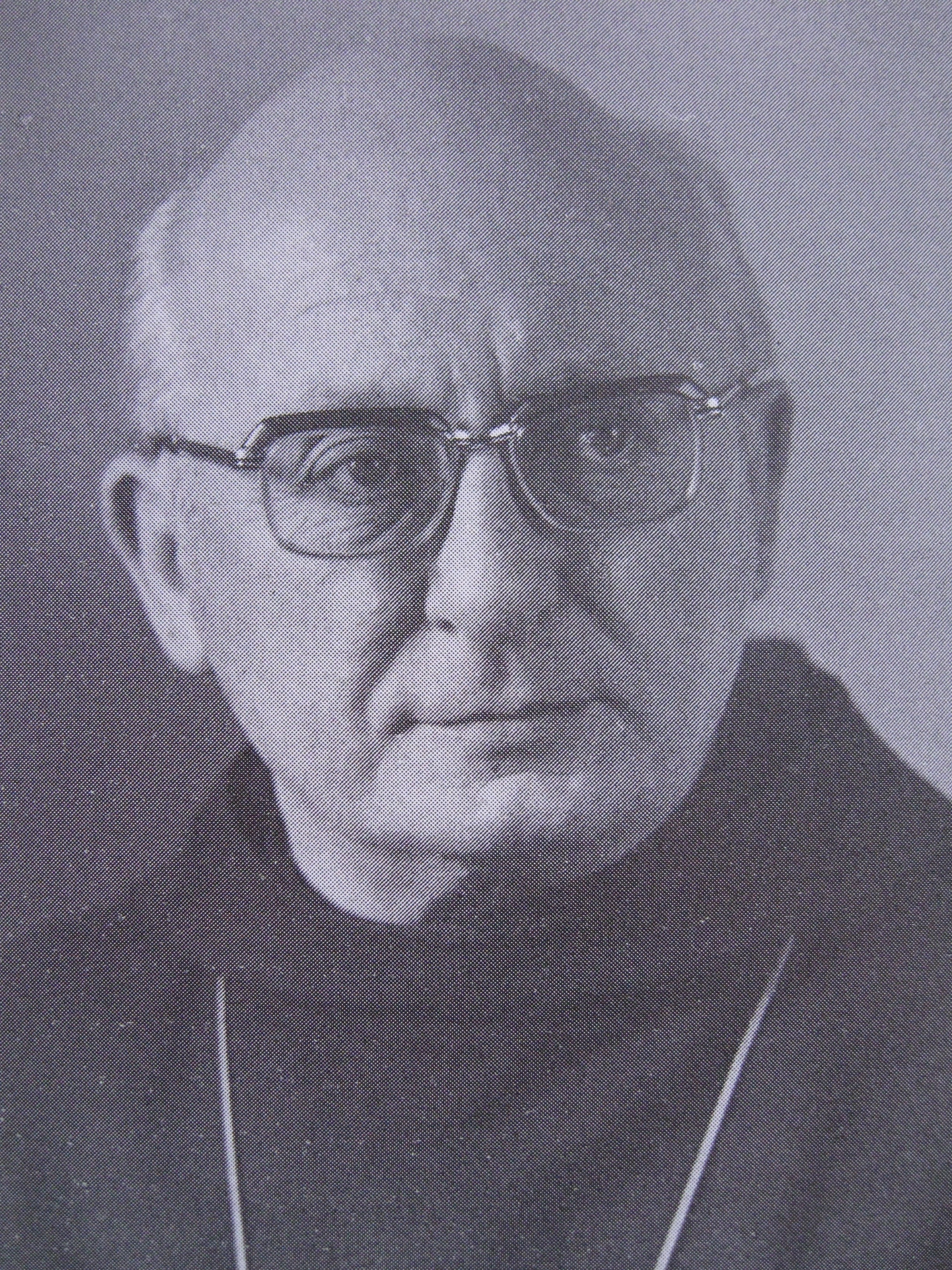
Erzabt Ursmar Engelmann OSB

Ursmar Engelmann OSB (* 15. August 1909 in Jena als Johannes Maximilian Engelmann; † 18. Juli 1986 in Sigmaringen) war ein deutscher Benediktiner und achter Erzabt der Erzabtei Beuron.

## Leben
Johannes Engelmann stammte aus einer Jenaer Beamtenfamilie. Er studierte zunächst Evangelische Theologie und Geschichte in Jena, Wien und Freiburg im Breisgau, wobei sich ihm die Welt des Mönchtums erschloss. Nach Abschluss seines Studiums mit der Promotion als Dr. phil. konvertierte er 1935 in Beuron zur römisch-katholischen Kirche und trat ebenda in das Noviziat der Benediktiner-Erzabtei St. Martin ein, erhielt den Ordensnamen Ursmar und legte 1936 die Profess ab. Am 18. Februar 1940 empfing er in der Abteikirche Beuron die Priesterweihe und wurde 1941–1945 als Sanitätsdienstgrad zur Wehrmacht eingezogen. Nach seiner Rückkehr aus der Gefangenschaft studierte er erneut in Beuron und Rom. Er schloss die Studien mit einer Doktorarbeit in Rom ab und lehrte ab 1946 Geschichte der kirchlichen Kunst und Kirchengeschichte an der Ordenshochschule Beuron. Von 1947 bis 1970 übernahm er zusätzlich die Leitung der Klosterbibliothek und lehrte ab 1952 zudem Patrologie. 1955 Subprior geworden, war er von 1957 bis 1967 unter den Erzäbten Benedikt Reetz und Damasus Zähringer Prior und seit 1967 Prior-Administrator, bis ihn der Konvent 1970 zum achten Erzabt von Beuron wählte. Die Abtsbenediktion erhielt er in Beuron am 21. März 1970.
1980 legte Ursmar Engelmann das Amt des Erzabtes der Erzabtei Beuron im Alter von 70 Jahren nieder. Bis zu seinem Tod 1986 blieb er in Beuron wissenschaftlich und seelsorglich tätig.
Engelmann veröffentlichte über 70 Bücher und zahlreiche wissenschaftliche Aufsätze. Er war außerordentliches Mitglied der Bayerischen Benediktinerakademie.

## Schriften
- Primizfeier des Hochwürdigen Benediktinerpaters Dr. Ursmar Engelmann – Kloster Beuron in der St. Johannis-Pfarrkirche zu Jena am 21. April 1940, 1940
- Die Reichenau – Urkunden und Bilder aus Kunst und Leben, Karl Zink Verlag 1955
- Der heilige Pirmin und sein Missionsbüchlein, Thorbecke, Konstanz 1959
- Die Psychomachie des Prudentius. Lateinisch-Deutsch., Herder, Freiburg u. a. 1959
- Christus am Kreuz. Romanische Kruzifixe zwischen Bodensee und Donau., Beuroner Kunstverlag, Beuron 1966
- Wurzel Jesse, Buchmalerei des frühen 13. Jahrhunderts, Beuroner Kunstverlag, Beuron 1966
- Reichenauer Buchmalerei. Initialen aus einem Lektionar des frühen 10. Jahrhunderts, Herder, Freiburg 1971
- Der heilige Pirmin und sein Pastoralbüchlein, Sigmaringen 1976
- Die Monatsbilder von Santa Maria del Castello in Mesocco, Herder, Freiburg u. a. 1977, ISBN 3-451-17324-7
- Heiligkreuztal. Wege zum Verständnis von Kloster und Kirche, Beuroner Kunstverlag, Beuron 1979, ISBN 3-87071-033-0
- O freudenreiche Nacht. Betrachtungen zum Bildwerk des Jörg Zürn im Überlinger Münster. Herder, Freiburg u. a. 1986, ISBN 3-451-20852-0